# Гяур-Чешме
Гяур-Чешме (также Гяур-Чокрак, в переводе «родник неверных») — источник в Крыму, в городском округе Феодосия. Расположен в Карадагской балке западного склона горного массива Карадаг, на высоте 271 м над уровнем моря, в границах Карадагского природного заповедника, дебит известен только на 1915 год: в августе 900 вёдер в сутки (около 0,135 л/сек), в сентябре — 1440 вёдер (0,22 л/сек).
Вода источника выходит из-под скального уступа, сложенного темными вулканическими породами, над родником устроен бетонный каптаж, в стенку которого вставлена труба из нержавейки. Вода стекает в бетонную чашу и далее, по старой трубе, уходит в овраг. Согласно Ф. Ю. Левинсон-Лессингу, водосбор родника, при небольшой площади питания, обеспечивает массив Святой горы, сложенной туфами и трассами, легко конденсирующими водяные пары; эту точку зрения поддержал профессор Попов в труде «Минералогия Крыма».
Историками установлено, что в XIII—XV веке водой источника Гяур-Чокрак снабжался по водопроводу византийский Монастырь святого Петра, что отмечал в своих путевых записях за 19 ноября 1833 года ещё Пётр Кеппен.